# Новый Васюган
Но́вый Васюга́н — село в Каргасокском районе Томской области, административный центр Нововасюганского сельского поселения.
Население — 1837 чел. (2021).

## География
Село расположено на реке Васюган, в 370 км западнее Каргаска.

## История
Населённый пункт был основан в 1933 году как посёлок для ссыльных и первоначально назывался Могильный Яр. В селе сохранилось старое кладбище с могилами репрессированных и спецпереселенцев. В 1941 году в посёлок было привезено полторы тысячи ссыльных из Эстонии, Латвии и Западной Буковины. Примерно половина из них осталась лежать на этом кладбище. Здесь же похоронена поэтесса и художница Мария Владимировна Карамзина, родственница великого русского историка Николая Михайловича Карамзина, а также сестра томского писателя Вадима Макшеева. На кладбище есть крест с латинской надписью «Memento» («Помни»), который был установлен приехавшими из Эстонии родственниками репрессированных. В октябре 1997 года в селе Новый Васюган был открыт памятник жертвам политических репрессий.
До 1959 года село было административным центром Васюганского района, который затем вошёл в состав Каргасокского района.

## Население
| 2002 | 2010  | 2012  | 2013  | 2014  | 2015  | 2021  |
| ---- | ----- | ----- | ----- | ----- | ----- | ----- |
| 2649 | ↘2351 | ↘2265 | ↘2202 | ↘2164 | ↘2113 | ↘1837 |

## Инфраструктура
Улицы: Береговая, Гагарина, Коммунальная, Комсомольская, Кооперативная, Максима Горького, Нефтеразведчиков, Озёрная, Пушкина, Рабочая, Садовая, Советская, Строительная.
Переулки: Геологический, Сейсмический, Колхозный, Сосновый, Озёрный, Школьный.

## Люди, связанные с селом
- Карамзина, Мария Владимировна (1900—1942) — русская и эстонская поэтесса, прозаик, литературный критик, переводчица. Умерла в Новом Васюгане